# Miotonia congenita di Becker
La miotonia congenita di Becker è una malattia congenita rara, una canalopatia che interessa da 1 a 10/100 000 persone, caratterizzata da alterazioni del rilasciamento muscolare. La malattia è di origine genetica e si trasmette con modalità autosomica recessiva; quest'ultimo aspetto la differenza da un'altra forma di miotonia genetica, detta miotonia congenita di Thomsen, che si presenta in modo apparentemente identico ma si trasmette con modalità autosomica dominante.

## Eziologia
La malattia è causata da mutazioni nel gene CLCN1, che codifica per un canale del cloro a livello dei muscoli scheletrici, eccitando fisiologicamente in maniera eccessiva i canali del sodio. Ciò comporta un'anomalia nella generazione del segnale elettrico che dà l'avvio alla contrazione muscolare. La mutazione del gene è trasmessa dai genitori con modalità autosomica recessiva: ciò significa che entrambi i genitori devono essere portatori del gene mutato perché un figlio risulti affetto dalla malattia. La patologia rimane silente nella linea famigliare anche per molte generazioni se non vi sono entrambi i genitori a possedere il gene.

## Presentazione clinica
A differenza della malattia di Thomsen, che si manifesta già nei primi mesi di vita, la forma di Becker ha un esordio più tardivo, generalmente fra i 4 e i 12 anni di età o addirittura in età adulta. Gli uomini sono affetti in misura maggiore rispetto alle donne. 
La caratteristica principale è la difficoltà dei muscoli nel rilasciarsi normalmente dopo la contrazione (miotonia), che in questa forma riguarda soprattutto gli arti inferiori o la mano, con spasmi muscolari seguiti da debolezza di durata variabile da pochi secondi a minuti, a volte ipereccitabilità neuromuscolare, e difficoltà di deglutizione. Ciò può determinare, in fase precoce, disturbi nell'iniziare i movimenti con successivo miglioramento nel corso del movimento stesso.
Il paziente può presentare talvolta intolleranza all'esercizio fisico e agli sforzi muscolari ripetuti, facile affaticabilità, astenia muscolare e generalizzata (lieve diminuzione di forza a riposo dopo sforzo) e stanchezza, che possono cronicizzarsi; compaiono anche dolori muscolari. Tuttavia il fenomeno miotonico, la rigidità e l'impaccio diminuiscono col progredire del movimento, e la persona si può quindi anche giovare di un'attività fisica lieve. È meno sensibile al freddo rispetto alla miotonia di Thomsen. L'ipostenia è localizzata soprattutto ai muscoli dell'avambraccio e dello sternocleidomastoideo. Può essere presente anche una transitoria debolezza muscolare alle gambe (muscolo tibiale anteriore, gastrocnemio, quadricipite...) che viene evidenziata quando il paziente si alza dalla sedia senza usare le braccia.
Nonostante alcuni muscoli possano apparire ipertrofici (a volte il soggetto sembra perfino muscoloso), o leggermente ipertonici i pazienti con miotonia congenita sono incapaci nelle prove atletiche e di resistenza. Spesso i sintomi miotonici peggiorano inoltre col freddo. A differenza della Thomsen, i muscoli della lingua e delle palpebre non sono coinvolti, mentre talvolta può verificarsi un fenomeno di diplopia passeggera, a causa di temporaneo strabismo miotonico nel muscolo oculare. Può essere presente una lassità legamentosa diffusa.

## Diagnosi
La miotonia congenita può essere sospettata dai segni clinici e confermata da alcuni esami strumentali. Fra questi è particolarmente importante l'elettromiografia, che può evidenziare un'ipereccitazione delle cellule muscolari; altri test si basano sull'induzione di sforzo fisico o di stress termici. Se questi esami confermano il sospetto iniziale, la diagnosi di certezza può essere ottenuta mediante uno studio genetico delle mutazioni del gene CLCN1. La biopsia muscolare, un tempo ritenuta fondamentale, è oggi sempre meno praticata in seguito alla disponibilità dei test genetici.

### Diagnosi differenziale
- Miotonia congenita di Thomsen

Canalopatie e miotonie dei canali del sodio
- Miotonia aggravata dal potassio (miotonia responsiva all'acetazolamide)
- Paramiotonia congenita
- Paralisi periodica iperkaliemica

Distrofie muscolari
- Distrofia miotonica (DM1 e DM2)

Canalopatie del potassio
- Sindrome di Andersen-Tawil

Altro
- Disfunzioni tiroidee
- Neuromiotonia (sindrome di Isaacs)
- Sindrome di Schwartz-Jampel
- Sindrome della persona rigida
- Miopatia di Brody

## Complicanze e prognosi
L'aspettativa di vita delle persone affette da miotonia congenita è pari a quella della popolazione generale. Non è infatti una patologia degenerativa. Tra le possibili complicanze descritte (riferite però in generale a tutte le forme di malattia, compresa quella autosomica dominante o malattia di Thomsen), vi sono i frequenti episodi di soffocamento nei bambini, i disturbi della deglutizione (disfagia), e quindi la polmonite ab ingestis, problemi articolari (artrosi, artralgia e anche disturbi alla colonna vertebrale), lesioni da caduta, crampi, strappi muscolari e contratture, e infine la lassità dei muscoli dell'addome (diastasi addominale) che può causare deformazione dell'addome, dolore, difficoltà digestive, disturbi pelvici e leggeri problemi di respirazione bassa diaframmatica..

## Trattamento
La terapia della malattia è farmacologica, basata su principi attivi che bloccano i canali del sodio come la mexiletina, la carbamazepina o la fenitoina. Allo stesso scopo sono utilizzati la procainamide, il chinino e la tocainide.